# Chomelia ramiae
Chomelia ramiae är en måreväxtart som beskrevs av Julian Alfred Steyermark. Chomelia ramiae ingår i släktet Chomelia och familjen måreväxter. Inga underarter finns listade i Catalogue of Life.